# Sarcey (Ródano)
Sarcey é uma comuna francesa na região administrativa de Auvérnia-Ródano-Alpes, no departamento de Ródano. Estende-se por uma área de 9,99 km². Em 2010 a comuna tinha 1 034 habitantes (densidade: 103,5 hab./km²).